# Гоцев, Любен
Любен Стоянов Гоцев (3 марта 1930, София — 7 октября 2020, там же) — болгарский военный и политик, член Болгарской коммунистической партии (БКП) и её наследницы — Болгарской социалистической партии (БСП). Министр иностранных дел Болгарии с сентября по декабрь 1990 года. Генерал.

## Биография
Гоцев стал членом Рабочего молодёжного союза в 1944 году. В 1960 году окончил Институт международных отношений в Москве по специальности «Международные отношения». С 1961 года являлся штатным сотрудником Первого главного управления (внешней разведки) КГБ. Работал под прикрытием под видом дипломата в Постоянном представительстве в ООН в Нью-Йорке (1963—1968, 1971—1974). В 1974—1982 годах был заместителем начальника Первого главного управления КГБ.
Работал заместителем министра иностранных дел (1982—1989), первым заместителем министра внутренних дел (декабрь 1989 — март 1990), в сентябре-декабре 1990 года — министром иностранных дел в первом и втором правительстве Андрея Луканова. С февраля до декабря 1991 года был послом Болгарии в Нидерландах. С 1992 года — пенсионер.
С марта по июнь 1990 года Гоцев руководил выборным штабом БКП. Был избран депутатом в 7-й состав Великого Народного собрания и председателем парламентской комиссии по национальной безопасности. Любен Гоцев является одним из основателей Движения за единство и развитие (называемое «генеральским движением») в БСП с 1997 года.
После 1993 года занимался частным бизнесом. В 1996 году создал Национальный приватизационный фонд «Св. Никола», в 1999 году стал членом совета директоров АО «Юкос петролеум България», затем преобразованного в «Нафтекс».

## Личная жизнь
Любен Гоцев женат, имеет две дочери, два внука и две внучки. Любимый исполнитель Гоцева — Владимир Высоцкий, их связывала многолетняя дружба. Любен Гоцев присутствовал 28 июля 1980 года на похоронах Высоцкого. Также Любен Гоцев поклонник творчества Михаила Шуфутинского.